# 他鉢可汗
他鉢可汗（Tatpar qaγan、漢音：たはつかがん、拼音：Tābō kĕhàn、? - 581年）は、突厥の可汗。乙息記可汗・木汗可汗の弟。他鉢可汗というのは称号で、姓は阿史那氏、名は不明。『隋書』では佗鉢可汗と表記。原音はウルクパル・チュラチュ・マガ・タトパル・カガン。

## 生涯
572年、木汗可汗が死ぬと、突厥の国人たちは子の大邏便を廃して、弟を他鉢可汗として即位させた。他鉢可汗は乙息記可汗の子の摂図を爾伏可汗とし、東面を統括させ、弟の褥但可汗の子を歩離可汗とし、西方に住まわせた。
建徳2年（573年）、他鉢可汗は北周に遣使を送って馬を献上した。
577年、北斉が滅ぶと、北斉の定州刺史・范陽王高紹義は馬邑から来奔。他鉢可汗は高紹義を立てて斉帝とし、諸部を召集して北斉の復讐を誓った。
宣政元年（578年）4月、他鉢可汗は幽州に入寇、住民を殺略。柱国の劉雄は兵を率いて防戦したが敗北して戦死。武帝の親総六軍は北伐をしようとするが、武帝の崩御に遭い断念した。この冬、他鉢可汗はふたたび辺境を寇略し、酒泉を包囲し、大掠して去る。
大象元年（579年）、他鉢可汗は北周に和親を請願した。宣帝は趙王宇文招の娘を千金公主として嫁がせる代わりに、高紹義を捕えて宮闕に送ってくるよう要請した。しかし他鉢可汗は詔を奉じず、并州を寇略した。
大象2年（580年）、他鉢可汗は北周に遣使を送り奉献したが、高紹義を留めて送らなかった。宣帝は賀若誼に命じ他鉢可汗を諭し、高紹義を連行することに成功した。
581年、他鉢可汗は病にかかり、子の菴羅に「大邏便を避けよ」と言い残して死去した。

## 仏教伝来
北斉に沙門の恵琳という者がおり、掠せられて突厥の領内に入った。恵琳は他鉢可汗に「斉の国が富強なのは仏法によるものである」と説いた。他鉢可汗はこれを信じて、伽藍を建て、使者を遣わし斉氏を訪問させ、浄名・涅槃・華厳等の経ならびに十誦律を求めた。他鉢可汗は自ら斎戒し、塔をめぐり行道した。

## 子
- 阿史那菴羅

## 参考資料
- 『周書』（列伝第四十二 異域伝下）
- 『隋書』（列伝第四十九 北狄）